# Mazarrón Club de Fútbol
El Mazarrón Club de Fútbol era un club de fútbol de España, de la ciudad de Mazarrón en la Región de Murcia. Fue fundado en 1969 y desapareció en 2010.

## Historia
El Mazarrón Club de Fútbol se fundó en 1969. Pasa años jugando en las categorías del fútbol regional hasta que en la temporada 1982-83 debuta en la Tercera División. Desciende esa misma temporada a regional.
En el año 1997 se fusiona con el CD Bala Azul, rival histórico del Mazarrón, para formar el Playas de Mazarrón CF y tratar así de relanzar el fútbol del municipio. El experimento sólo dura un año y en 1998 se deshace la fusión.
Regresa a Tercera División en la temporada 2000-01. En la 2003-04 es subcampeón del grupo y se clasifica para el play-off de ascenso pero cae en la primera eliminatoria ante el CE L'Hospitalet.
En la temporada 2006-07 logra el ascenso a Segunda División B por primera vez en su historia. En Segunda B el equipo empieza bastante bien, llegando a ser la revelación del campeonato durante la primera vuelta. Sin embargo en la segunda vuelta se desinfla y termina descendiendo a Tercera.
En su regreso a Tercera la entidad tiene problemas económicos, los jugadores no cobran y finalmente sólo se logra ser 6º en liga. La temporada siguiente es aún peor, viéndose envuelto en la lucha por evitar el descenso a Preferente. Pese a llegar a la última jornada fuera de puestos de descenso una derrota ante el Cieza le lleva a Preferente.
Finalmente, el club desaparece ahogado por las deudas arrastradas desde su estancia en Segunda División B. Antes de finalizar el plazo el 31 de agosto, se inscribe un nuevo club en la Federación Murciana. El 2 de agosto se hacía pública la creación del nuevo Mazarrón Fútbol Club, con José Miguel Rodríguez como presidente del nuevo proyecto.

## Uniforme
- Uniforme titular: Camiseta roja con escapulario azul, pantalón azul y medias rojas.
- Uniforme visitante: Camiseta blanca, pantalón rojo y medias blancas.
- Tercer uniforme: Camiseta roja, pantalón rojo, medias rojas.

## Estadio
El Mazarrón CF disputa sus partidos en el Municipal de Mazarrón, con capacidad para 3500 personas.

## Datos del club
- Temporadas en Primera División: 0
- Temporadas en Segunda División: 0
- Temporadas en Segunda División B: 1
- Temporadas en Tercera División: 10
- Mejor puesto en la liga: 2º (Tercera División temporadas 2003-04 y 2006-07)
- Peor puesto en la liga: 19º (Tercera División temporada 1982-83)

## Palmarés
- Subcampeón del Campeonato de España de Aficionados (1): 1982.